# Live! (альбом Марины Хлебниковой)
Live! — концертный альбом российской певицы Марины Хлебниковой, выпущенный в 1999 году на лейбле Jeff Music. Альбом был записан во время концерта 24 апреля 1998 года в московском Дворце молодёжи.

## Отзывы критиков
| Оценки критиков | Оценки критиков |
| Источник        | Оценка          |
| --------------- | --------------- |
| Живой звук      | [ 1 ]           |

Александр Кутинов из газеты «Живой звук» поставил высший балл альбому и написал: «Выпуск „живого“ альбома эстрадной певицы — явление, по редкости сопоставимое с посещением Ясиром Арафатом синагоги в Марьиной Роще. И тем не менее это случилось — практически полная версия Марининого концерта в МДМ теперь существует на носителе, и любой поклонник „Сектора Газа“ может наслаждаться зафузованной гитарой, истошными барабанами и сипловатым вокалом самой глазастой поп-дивы Москвы и Московской области. Да, временами возникает легкий „нестрояк“, порой подфанивает микрофон, иногда хромает баланс, но ощущение настоящей, живой работы, непосредственного и честного общения с залом и напряженного обмена энергией остаётся, а не это ли главное? Гораздо более роковое, чуть ли не хардовое по сравнению со студийными работами, звучание и гораздо более агрессивная манера пения Марины (и ведь
практически без лажи!) только усиливают эффект „внезапной радости“. Алла Борисовна и София Михайловна, а вам слабо?».

## Список композиций
1. «Вступление» (Марина Хлебникова) — 3:09
2. «Карусель» (Марина Хлебникова) — 5:19
3. «Королева» (Марина Хлебникова) — 4:10
4. «Не покидай меня» (Константин Арсенев, Марина Хлебникова) — 4:24
5. «Унесённые листья» (Марина Хлебникова, Максим Катков) — 4:28
6. «Мы с тобою вдвоём» (Дмитрий Чижов) — 4:26
7. «Мамин блюз» (Марина Хлебникова) — 3:51
8. «Найди меня» (Владимир Кузьмин) — 4:37
9. «Память» (Марина Хлебникова) — 4:40
10. «Не плачь, любимый» (Марина Хлебникова, Андрей Горбачёв) — 4:28
11. «Случайная любовь» (Максим Катков, Герман Витке, Марина Хлебникова) — 4:43
12. «Проводница» (Марина Хлебникова) — 4:48
13. «Жёлтый песок» (Марина Хлебникова, Максим Катков) — 3:39
14. «Дым без огня» (Дмитрий Чижов, Алексей Познахарёв) — 3:54
15. «Я бы не сказала…» (Герман Витке, Леонид Агутин) — 3:52
16. «Если — после» (Дмитрий Чижов, Марина Хлебникова) — 3:18
17. «Дожди» (Александр Зацепин, Марина Хлебникова) — 8:54

## Участники записи
- Бэк-вокал — Кэти Дольникова, Теона Дольникова, Наталья Афанасьева, Влад Шоший
- Вокал — Марина Хлебникова
- Гитара — Алексей Медведев
- Бас-гитара — Антон Логинов
- Соло-гитара — Виктор Розенштейн
- Директор группы — Александр Борзунов
- Звукорежиссёр — Николай Петров
- Клавишные — Алексей Образцофф
- Перкуссия — Стас Корнеев
- Продюсер — Алексей Савельев
- Ударные — Алексей Савельев мл.

Все данные взяты из аннотации к альбому.